# Aplit

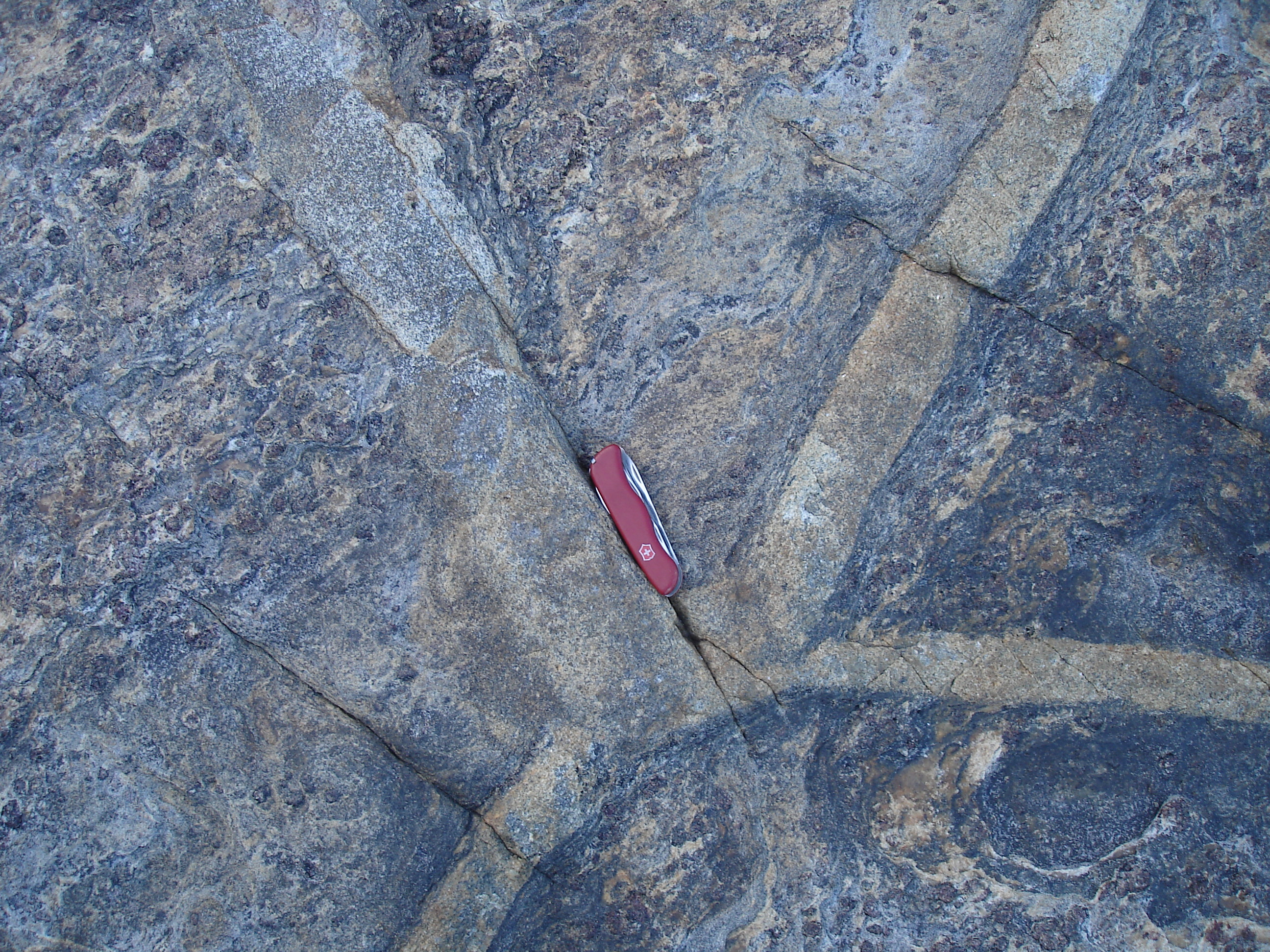
Aplitgångar i kinzigit

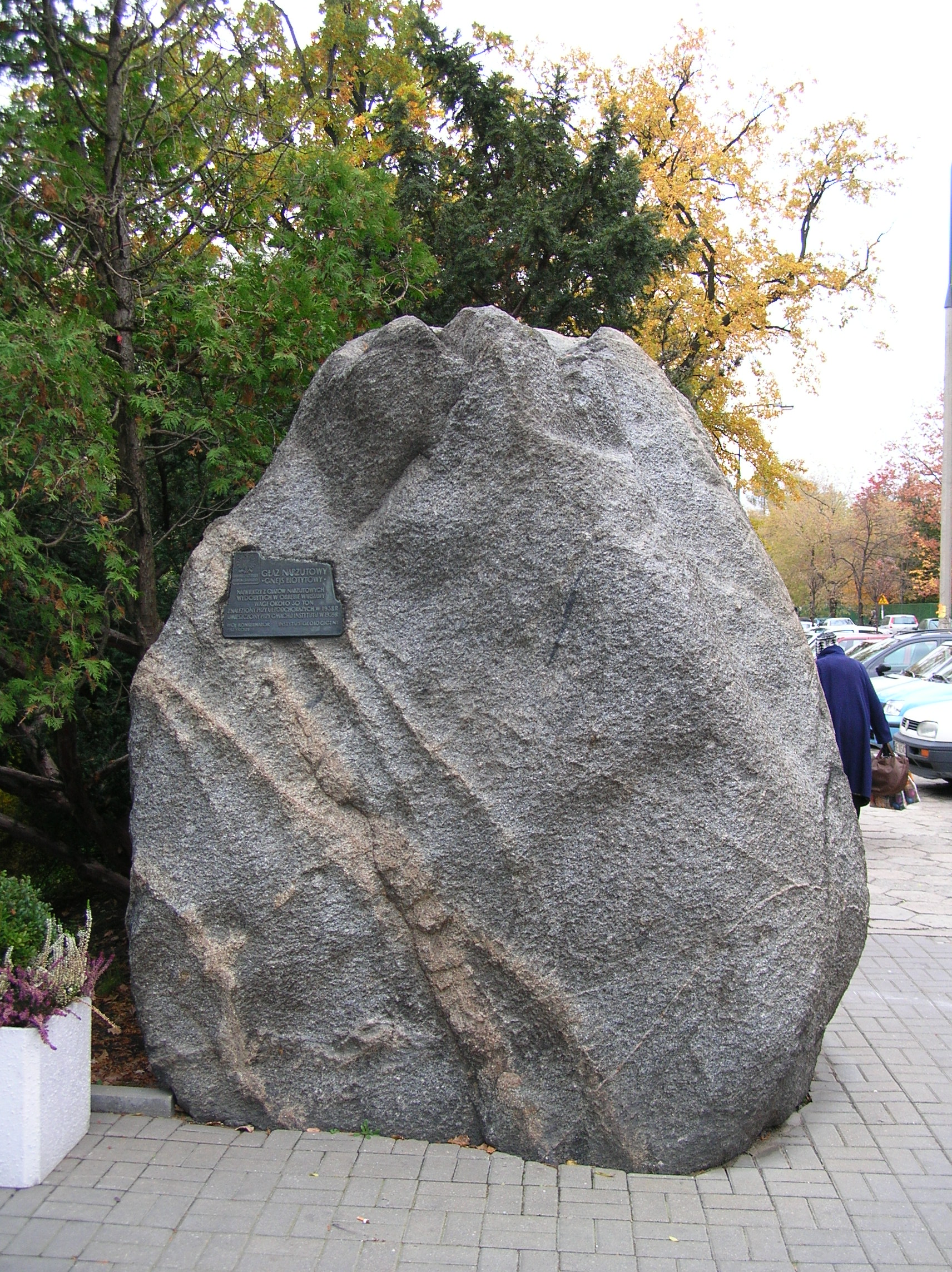
Block med aplitvener.

Aplit är en gångbergart med granitisk sammansättning, det vill säga med kvarts och fältspat (ortoklas) som huvudbeståndsdelar. Generellt sett innehåller den väsentligt mindre av mörka silikater, till exempel biotit, än vad granit gör. Den är oftast mycket finkornig med vit, grå eller rosa färgton. Bergartens korn är endast synliga med hjälp av förstoringsglas.

## Förekomst
Apliten, i form av tunna gångar eller vener, har ofta en genetisk samhörighet med de bergarter den förekommer i. Aplit i granitområden är till exempel den sista delen av magman som kristalliseras och överensstämmer i sammansättning med den kvarts-fältspat som fyller ut mellanrum såsom sprickor i det ursprungliga berget.
I Finnvolldalen i Norge finns stora förekomster av aplit, vars omfång ej är fullständigt kartlagda. Motsvarande förekomster är endast kända på ett par ställen i världen, bland annat i Toscana i Italien.

## Användning
Flera industriella användningar av aplit förekommer. Inom den keramiska industrin används ofta kvarts och fältspat som råvara i exempelvis glasyrer och porslinsmassor. Förr bröts dessa ofta i pegmatiter men ibland kunde mald aplit med låga halter av mörka mineral användas, eventuellt efter justering av kvarts/fältspatförhållandet. Numera utvinns framförallt fältspat ofta genom flotation av någon fältspathaltig bergart, till exempel någon granit med sådana egenskaper att de mörka mineralen kan avlägsnas. Aplit kan i detta sammanhang tänkas vara en bra råvara eftersom utgångshalten av mörka mineral ofta är låg.